# Мельник, Юрий Фёдорович
Юрий Фёдорович Мельник (укр. Юрій Федорович Мельник; род. 5 августа 1962, Верхнячка, Черкасская область) — украинский зооинженер и государственный деятель, министр, Герой Украины (2009).
Кандидат сельскохозяйственных наук (2000, тема — «Зависимость продуктивности животных украинской красно-рябой молочной породы от случайных и паратиповых факторов» в Институте разведения и генетики животноводства). Член-корреспондент Украинской академии аграрных наук (2002).

## Биография
Родился 5 августа 1962 года в с. Верхнячка Христиновского района Черкасской области.
В 1980−1985 годах обучался в Украинской сельскохозяйственной академии по специальности зоотехника, по профессии — зооинженер.

### Семья
- Жена — Лариса Михайловна, есть две дочери.
- Тесть — Михаил Зубец — Герой Украины.

### Деятельность
- В 1985−1989 — заведующий молочным комплексом крупного рогатого скота научно-исследовательского хозяйства Белоцерковского сельскохозяйственного института.
- В 1989−1992 — аспирант Украинского научно-исследовательского института племенных дел в животноводстве Госагропрома УССР.
- В 1992−1996 — старший научный сотрудник, начальник отдела селекции − первый заместитель председателя Президиума производственно-научной ассоциации «Украина» Министерства сельского хозяйства Украины.
- В 1996−1997 — генеральний директор национального объединения по племенным делам в животноводстве «Укрплемобъединения» Минсельхозпрода Украины.
- В 1997−1998 — начальник Главного управления производства и маркетинга продукции животноводства государственной племенной инспекции Минагропрома Украины.
- В 1998−2000 — заместитель Министра агропромышленного комплекса Украины.
- В 2000−2002 — начальник Департамента рынков продукции животноводства Главной государственной племенной инспекции Министерства аграрной политики Украины.
- С июня 2002 по июль 2003 — заместитель Государственного секретаря Министерства аграрной политики Украины.
- С июля 2003 по июль 2005 — заместитель Министра аграрной политики Украины.
- С июля по сентябрь 2005 — советник Премьер-министра Украины.
- С октября 2005 по август 2006 — Вице-премьер-министр Украины.
- 4 августа 2006 года назначен министром аграрной политики Украины. Продолжены полномочия Министра аграрной политики Украины согласно постановлению Верховной Рады Украины от 18 декабря 2007 года.
- 11 марта 2010 года освобождён от должности Министра аграрной политики Украины.
- С 2019 года выступает в роли члена наблюдательного совета украинской образовательной программы "Агрокебеты"[2]

## Награды и звания
- Герой Украины (с вручением ордена Державы, 23.11.2009 — за выдающиеся личные заслуги в реализации государственной аграрной политики, организации обеспечения продовольственной безопасности Украинского государства).
- Награждён Почётной грамотой Кабинета Министров Украины (2001) и орденом «За заслуги» ІІІ степени (2008).
- Командор ордена Сельскохозяйственных заслуг (2008, Франция)[3].
- Лауреат Государственной премии Украины в области науки и техники (2004).
- Заслуженный работник сельского хозяйства Украины (2007).